# Sepolia
Sepolia (griechisch Σεπόλια) ist ein Stadtteil von Athen. 

## Lage
Sepolia befindet sich nördlich des Omonia-Platzes und ist Namensgeber der gleichnamigen Station der Metro Athen. 
Nördlich davon grenzt der Stadtteil Kato Patissia, weiter angrenzende sind Agios Nikolaos und Kolonos. Durch den Stadtteil führt die Ausfallstraße Odos Liossion. 
In Sepolia befindet sich auch das Eisenbahnmuseum Athen.
Koordinaten: 38° 0′ N, 23° 43′ O